# Đen (cây)
Đen hay còn gọi ten (danh pháp khoa học: Cleidiocarpon cavaleriei) là một loài thực vật có hoa trong họ Đại kích. Loài này được (H.Lév.) Airy Shaw mô tả khoa học đầu tiên năm 1965.